# Aloys Thomas Raimund von Harrach
Aloys Thomas Raimund Graf Harrach (ur. 7 marca 1669; zm. 7 listopada 1742 w Wiedniu) był austriackim mężem stanu i dyplomatą. Jego ojcem był hr. Ferdinand Bonaventura von Harrach (zm. 1706), po którym Aloys przejął stanowisko ambasadora Austrii w Hiszpanii.
Aloys von Harrach był cesarskim posłem w Dreźnie w roku 1694, w latach 1697–1700 zaś w Hiszpanii. W 1711 znów odwiedził Drezno by tam pracować jako agent. W latach 1715–1742 był "marszałkiem prowincji" w Dolnej Austrii, zaś od 1728 do 1733 wicekrólem Neapolu, gdzie zgromadził wiele dzieł sztuki, które potem zostały przeniesione do rodowego zamku Rohrau. Od 1734 do śmierci był członkiem Tajnej Rady w Wiedniu. 
Żonaty z Marie Barbara von Sternberg (ślub 22 IV 1691). Jego synem był Fryderyk August von Harrach-Rohran (1696-1749). Drugą jego żoną była hrabina Anna Caecilie von Thannhausen, którą poślubił 22 sierpnia 1695 roku.